# سودان (غيزانية)
سودان (بالفارسية: سودان) هي منطقة سكنية تقع في إيران في محافظة خوزستان. يقدر عدد سكانها بـ 292 نسمة .